# 大阪市電梅田空心町線
梅田空心町線（うめだくうしんちょうせん）は、大阪市の阪急阪神前停留場と扇橋停留場を結んでいた大阪市電の軌道路線である。

## 路線概要
- 起点：阪急阪神前停留場
- 終点：扇橋停留場
- 営業キロ：1.0km
- 軌間：1,435mm
- 電化方式：直流600V

## 沿革
- 1927年（昭和2年）7月21日：阪急電車前停留場 - 扇橋駅停留場間（1.0km）を開業。
- 1939年（昭和14年）3月14日：阪急電車前停留場を阪急阪神前駅停留場に改称。
- 1944年（昭和19年）6月1日：戦争悪化による資材転用のため、全線休止。
- 1960年（昭和35年）9月20日：全線廃止。

## 延伸計画
扇橋駅から現在の扇町通を東進、源八橋西詰から南下して空心町二丁目駅へ至り、曽根崎天満橋筋線や天満今福線に接続する計画があったが、道路が狭かったため話は進展しなかった。

## 駅一覧
| 駅名             | キロ程 | 接続路線                         |
| ---------------- | ------ | -------------------------------- |
| 阪急阪神前停留場 | 0.0    | 大阪市電：南北線、梅田善源寺町線 |
| 太融寺町停留場   | 0.6    |                                  |
| 扇橋停留場       | 1.0    | 大阪市電：天神橋西筋線           |

- 1944年（昭和34年）の休止当時